# Кухельмис
Кухельмис (нем. Kuchelmiß) — община в Германии, в земле Мекленбург-Передняя Померания.
Входит в состав района Гюстров. Подчиняется управлению Краков ам Зее. Население составляет 905 человек (2009); в 2003 г. - 954. Занимает площадь 37,46 км².